# 南京都市圈

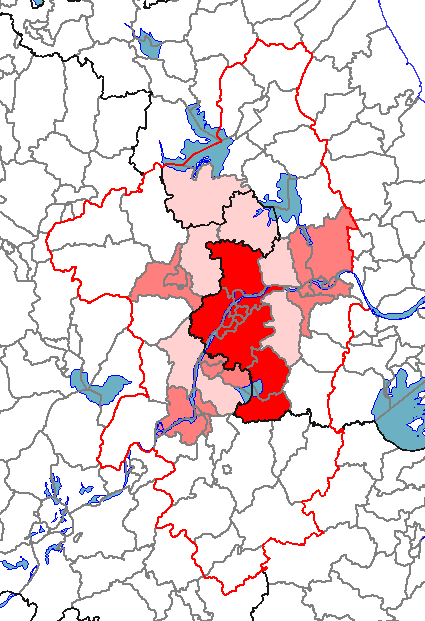
南京都市圈及其规划所包含的行政区域

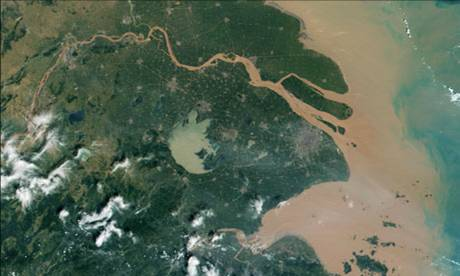
长江三角洲的卫星图像

南京都市圈地处长江下游，是长三角城市群的重要组成部分，是连通东部中部、衔接长江淮河的枢纽区域，也是中华人民共和国最早启动建设的跨省都市圈。南京都市圈由以江苏省南京市为中心、联系紧密的周边城市共同组成，主要包括：江苏省南京市，镇江市京口区、润州区、丹徒区和句容市，扬州市广陵区、邗江区、江都区和仪征市，淮安市盱眙县，安徽省芜湖市镜湖区、弋江区、鸠江区，马鞍山市花山区、雨山区、博望区、和县和当涂县，滁州市琅琊区、南谯区、来安县和天长市，宣城市宣州区，面积2.7万平方公里，2019年末常住人口约2000万；规划范围拓展到南京、镇江、扬州、淮安、芜湖、马鞍山、滁州、宣城8市全域及常州市金坛区和溧阳市，总面积6.6万平方公里，2019年末常住人口约3500万。

## 规划历程
南京都市圈所有成员城市已全部加入长江三角洲协调委员，并于2019年底全部正式纳入了长江三角洲一体化规划。
2019年，长江三角洲一体化发展规划发布，南京都市圈被要求和杭州都市圈以及合肥都市圈联动，打造东中部区域协调发展的典范。
2019年，南京都市圈扩容，地级市常州市的金坛区和其所属的溧阳市加入南京都市圈。
南京都市圈位于长江三角洲41个城市所占区域中部，是长江三角洲五大都市圈之一，另外四大分别为合肥都市圈、苏锡常都市圈、宁波都市圈、杭州都市圈（后三者也可被视为属于上海大都市圈）；2011年末户籍总人口为2978.4万人，GDP总量为16429.13亿元。南京都市圈基础产业实力雄厚、金融体系完整、科教优势明显、文化底蕴深厚，是中国国家重要的基础产业、制造业、旅游业、金融业、科教和文化中心，具有兼容并蓄、富有活力和创新精神的多元文化特征。

## 经济
2019年，经过四次经济普查，南京都市圈所有地级以上城市都达到1500亿gdp以上。都市圈10个地级市的GDP总量约4万亿元，以占全国0.7%的土地面积、2.5%的常住人口，创造了占全国4.0%的经济总量。
| 城市名称 | 地区生产总值（亿元） |
| -------- | -------------------- |
| 南京     | 14817.15             |
| 镇江     | 4220                 |
| 扬州     | 6048.33              |
| 马鞍山   | 2186.90              |
| 芜湖     | 3753.02              |
| 淮安     | 3871.21（2019）      |
| 滁州     | 3032.10              |
| 宣城     | 1607.54              |
| 金坛     | 973.15               |
| 溧阳     | 1086.36              |